# Hermann Teutsch

Gustav Hermann Teutsch

Gustav Hermann Teutsch (* 20. November 1876 in Neunkirchen/Baden; † 8. Dezember 1966 in Lahr/Schwarzwald) war ein deutscher Pfarrer und Politiker (DNVP, CSVD, NSDAP).

## Leben und Wirken
Der Sohn eines evangelischen Pfarrers legte nach dem Besuch von Gymnasien in Weinheim und Bensheim 1895 das Abitur ab. Anschließend studierte Teutsch evangelische Theologie an den Universitäten Heidelberg, Erlangen und Greifswald. Teutsch gehörte zu den Schülern der Greifswalder Theologen Hermann Cremer und Martin von Nathusius; politisch tendierte er zu dem Gründer der Christlich-sozialen Partei, Adolf Stoecker, dessen Ablehnung des Liberalismus in Kirche und Politik er sich zunehmend anschloss. Teutsch, der dem Wingolf angehörte, absolvierte seine Militärzeit 1899 und 1900 als Einjährig-Freiwilliger im Garde-Grenadier-Regiment Kaiser Franz in Berlin. 1906 heiratete er; aus der Ehe gingen sechs Söhne hervor.
Ab 1900 war Teutsch Vikar in Leutershausen an der Bergstraße, Lörrach und Pforzheim. 1905 wurde er zum Pfarrer von Helmstadt (Baden) gewählt. 1910 übernahm er die Pfarrstelle seines Vaters in Leutershausen an der Bergstraße.
Im Bemühen, die antisemitische Berliner Bewegung in Baden stärker zu verankern, hielt Teutsch ab 1904 Vorträge in Evangelischen Arbeitervereinen. 1913 schloss er sich der Deutschkonservativen Partei an. In der Zeit der Weimarer Republik gehörte Teutsch zunächst dem christlich-sozialen Flügel der Deutschnationalen Volkspartei (DNVP) an. Größere Bekanntheit erlangte Teutsch durch eine Rede im Sommer 1924, in der er die Gefahr einer Gegenreformation angesichts des nach der Novemberrevolution gewachsenen Einflusses des politischen Katholizismus beschwor. Die Rede hatte eine Beschwerde des Erzbischöflichen Ordinariats Freiburg wegen Störung des konfessionellen Friedens zur Folge. 1926 wurde Teutsch Präsident des Evangelischen Volksbundes Baden (EVB), eines Zusammenschlusses der jetzt als Evangelische Volksvereine bezeichneten Arbeitervereine.
1928 trat Teutsch dem in Baden als Evangelischer Volksdienst (EVD) auftretenden Christlich-Sozialen Volksdienst (CSVD) bei. Bei der Wahl zum Badischen Landtag 1929 zog er als Spitzenkandidat des EVD in das Parlament ein, in dem er Gruppenvorsitzender der drei EVD-Abgeordneten war. Zudem war er Vorsitzender des EVD-Landesverbandes. Die sozialdemokratische Zeitung Volksfreund hielt Teutsch vor, er verwechsele „stets das Rednerpult des Landtags mit einer Kanzel“. Ab der Wahl im September 1930 gehörte er auch dem Reichstag in Berlin an. Im Gegensatz zu den anderen CSVD-Abgeordneten lehnte Teutsch die Unterstützung der Regierung Brüning ab. Im Januar 1931 legte er das Landtagsmandat nieder. Nachdem er im Februar einige Wochen lang krankheitsbedingt vom Reichstag beurlaubt worden war, verzichtete Teutsch am 12. Oktober 1931 auch auf sein Reichstagsmandat. Für ihn rückte Max Schmechel in den Reichstag nach.
Bereits zuvor war Teutsch im Juni 1931 der Nationalsozialistischen Deutschen Arbeiterpartei (NSDAP) beigetreten. Im August übernahm er die Gauleitung des Nationalsozialistischen Evangelischen Pfarrerbundes, dessen Organisation er weiter ausbaute. Zugleich trat er häufig als Parteiredner auf. Im Dezember 1931 verhängte Kirchenpräsident Klaus Wurth ein Redeverbot gegen Teutsch. Teutsch verteidigte sich mit den Worten, dass er dem Nationalsozialismus „die erneuernde, heiligende Macht des Evangeliums“ bringen wolle. Im Sommer 1932 wurde das Redeverbot teilweise aufgehoben.
Nach der Machtergreifung der Nationalsozialisten war Teutsch 1934 und 1935 bei den Deutschen Christen aktiv. Ab 1935 kam es zu erheblichen Konflikten zwischen Teutsch und der Ortsgruppenleitung sowie der SA-Führung in Leutershausen. In einem im September 1936 eingeleiteten Parteigerichtsverfahren wurden Teutsch Angriffe gegen den führenden Parteiideologen Alfred Rosenberg, Verächtlichmachung der SA, ein freundlicher Umgang mit Juden sowie die Unterstützung des nicht der Partei angehörenden Bürgermeisters der Gemeinde vorgeworfen. Teutsch erklärte während des noch laufenden Verfahrens, wahrscheinlich im April 1937, seinen Parteiaustritt. Durch die Auseinandersetzungen gesundheitlich angeschlagen, wurde Teutsch 1938 vorzeitig in den Ruhestand versetzt. Er zog 1939 auf den Schutterlindenberghof bei Lahr, wo er sich bis ins hohe Alter der Pflege eines Weinbergs und der Erzeugung von Brennholz widmete.